# Museo del tesoro e area archeologica di Sant'Eulalia
Il museo del tesoro e area archeologica di Sant'Eulalia è uno dei più importanti musei di Cagliari.
È situato in un palazzo attiguo alla chiesa di Sant'Eulalia  con accesso da vico del Collegio 2, nel quartiere della Marina. Di proprietà della parrocchia di Sant'Eulalia, il museo ospita anche un'area archeologica.

## Storia
Il progetto di un percorso archeologico e museale, risale agli ultimi anni Ottanta del Novecento e nasce per volere della Parrocchia di Santa Eulalia, sotto la direzione dell'allora parroco Don Mario Cugusi, che decise di ridare decenza e nuova fruibilità al patrimonio storico-artistico-documentario di una comunità ricca dal punto di vista storico-culturale ma che nel tempo, soprattutto dal dopoguerra, aveva conosciuto un certo degrado. Per questo motivo vengono risanati i locali della sacrestia così da ricavare nei suoi ambienti un museo ove custodire e rendere fruibile il ricco patrimonio tramandatoci nel tempo. Nasce così nel 1995 il MUTSEU- Museo del Tesoro di Sant'Eulalia, anche grazie ad una legge regionale volta ad incentivare la costituzione di musei privati nel territorio. Proprio durante i lavori di risanamento dei locali della sacrestia, nel gennaio 1990, emersero le prime preesistenze archeologiche che condussero Parrocchia e Soprintendenza Archeologica a sviluppare una campagna di scavi sistematica che durò circa 20 anni, portando alla luce quasi 900 m² di preesistenze archeologiche. all'interno del Museo del Tesoro, insieme al patrimonio artistico proprio della Parrocchia, confluiscono, sempre col medesimo obiettivo, anche le opere superstiti dell'antica chiesa di Santa Lucia e alcune importanti opere della chiesa del Santo Sepolcro di Marina.

## Descrizione

### Museo
All'interno del museo, sviluppato su due piani, si trova il patrimonio di varie chiese del quartiere della Marina di Cagliari, tra cui la chiesa di Sant'Eulalia, attigua al museo, la chiesa del San Sepolcro e la chiesa di Santa Lucia di via Barcellona, demolita dopo i bombardamenti del 1943. Al piano terra è ospitato l'archivio parrocchiale della chiesa di Sant'Eulalia, al primo piano si trova l'esposizione più artistica, con argenti di manifattura artigiana ligure e sarda, dipinti, statue.

### Area archeologica

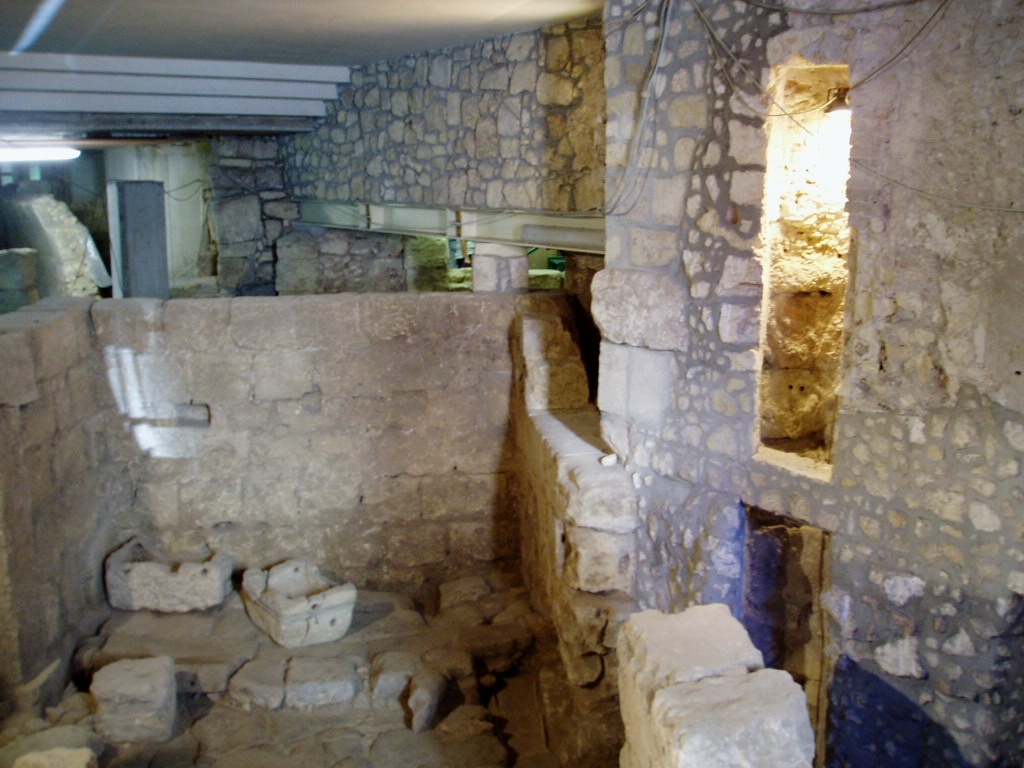
Veduta

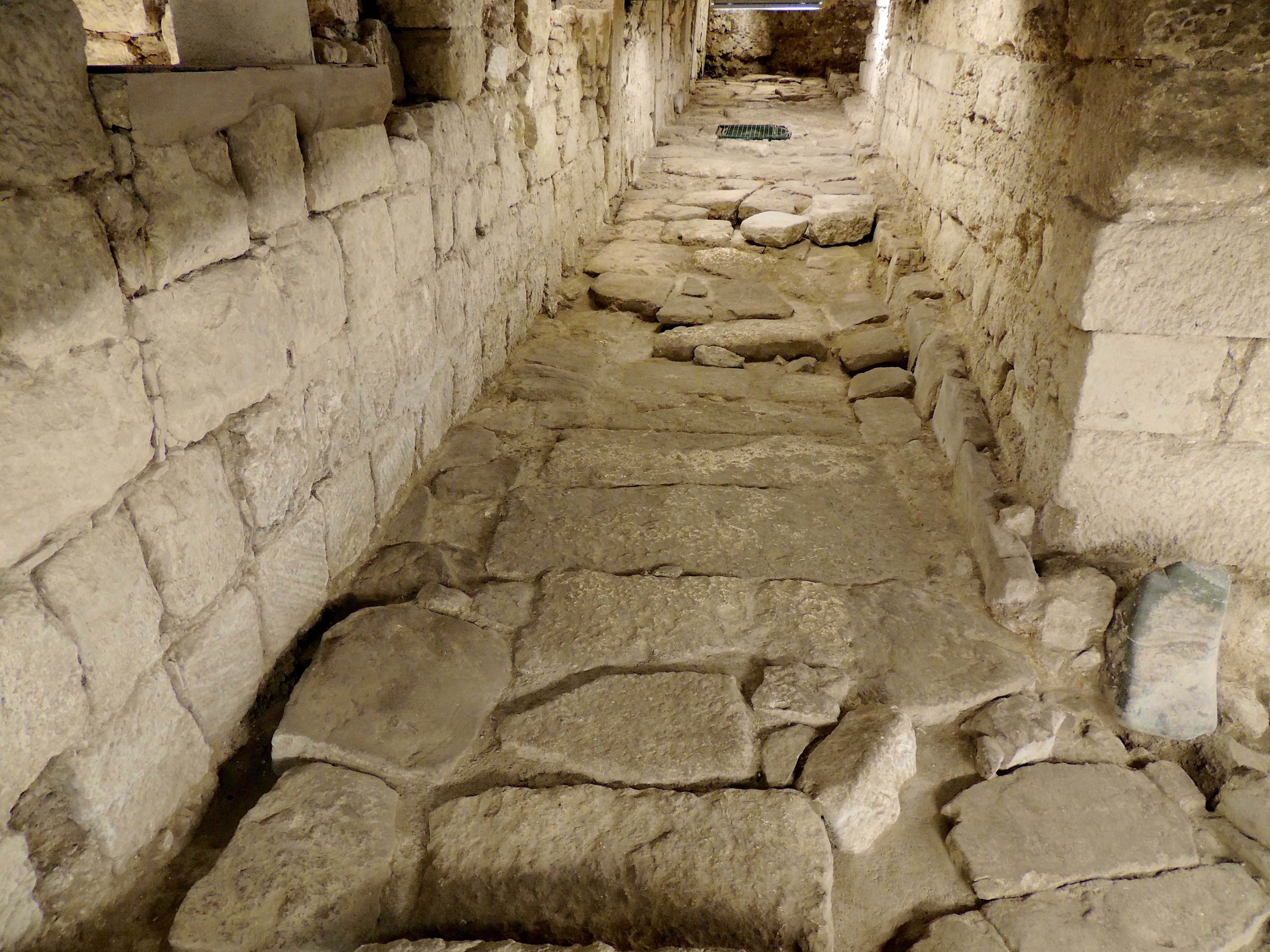
Strada

Scoperta nel 1990, in occasione dei lavori per il museo stesso, l'area archeologica di Sant'Eulalia è costituita da una stratificazione di strutture che, senza soluzione di continuità, va dal periodo tardo punico a tutto il VII scolo d.C. Le trasformazioni politiche e sociali intervenute nel corso dell'VIII scolo d.C. portarono all'abbandono dell'area e ad una sua destrutturazione che si può ritenere completata nel corso del XI secolo d.C. Su quest'area ormai abbandonata nel corso del XIV secolo, la prima attestazione documentale è del 1365, venne edificata la Chiesa di sant'Eulalia.
Nel periodo punico l'area fu utilizzata come cava a cielo aperto per l'estrazione di blocchi di calcare. Nel corso del III secolo a.C., utilizzando gli stessi blocchi calcarei venne realizzato un terrazzamento su cui si impostò un santuario, allora extraurbano, dedicato probabilmente ad una divinità semitica. Tale santuario, come attestato dalle 307 monete bronzee rinvenute, rimase in funzione fino all'età imperiale. Successivamente le strutture vennero demolite e interrate in un periodo a cavallo tra il IV e il V secolo d.C. (come testimoniato dai frammenti ceramici rinvenuti all'interno dell'interro). L'operazione fu propedeutica alla realizzazione di uno sviluppo edilizio, che previde una strada lastricata digradante verso il mare, larga 4,20 m., che separa due grandi complessi edilizi a cui successivamente, ma nello stesso periodo fu aggiunto un grande portico largo 8 m. Lo sviluppo edilizio portò nel corso del VI secolo d.C. ad occupare parte della strada con strutture abitative. Nello stesso periodo lo spazio tra le colonne del porticato venne chiuso con blocchi calcarei e vennero realizzati dei setti ortogonali che creano dei nuovi ambienti (spazi abitativi?). Nel VII secolo le strutture vennero spogliate e successivamente in un lungo lasso di tempo interrate con scarichi di terra e rifiuti.